# Kjell Persson
Kjell Persson, född 1948, är en svensk jurist och uppehöll ett långtidsvikariat som lagman i Lycksele tingsrätt från 1993 till 2002.
Persson utnämndes 26 november 1987 till hovrättsråd i hovrätten för Övre Norrland Han erhöll 4 februari 1993 långtidsvikariat som lagman i Lycksele tingsrätt Den 28 november 2002 utnämndes han till hovrättslagman i hovrätten för Övre Norrland. 